# Paragenèse

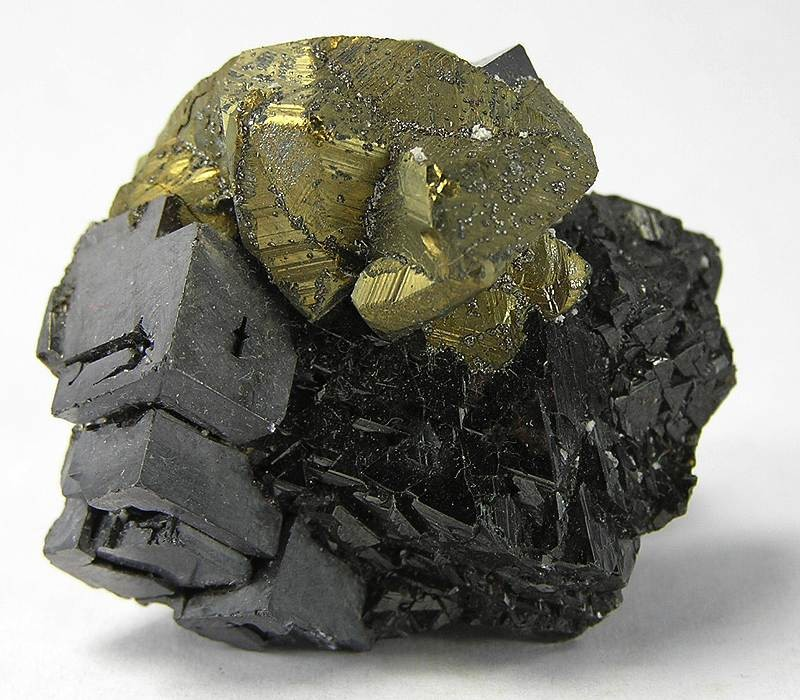
Paragenèse composée de Sphalérite, Chalcopyrite et de Galène.

On appelle paragenèse l'association de minéraux dans une roche donnée, présentant une communauté d'origine, et résultant de processus géologique et géochimiques donnés.
Dans les roches métamorphiques, ce terme désigne les associations de minéraux qui sont ensemble stables dans certaines conditions de température et pression et caractérisent les conditions géochimiques de formation des roches.
Le terme paragenèse est aussi utilisé pour des roches magmatiques et pour certains minerais métallifères, comme la paragenèse à sulfures dite « B.P.G.C. » de blende (ancien nom de la sphalérite), pyrite, galène et chalcopyrite.